# Рату Феліша
Рату Феліша Ренатія (англ. Ratu Felisha; нар. 16 жовтня 1982) — індонезійська модель та акторка більш відома як Рату Феліша або Фелі. Відома за фільмами «Спів» (2006), «Щось на шляху» (2013) та «Бадоет» (2015), «Раби сатани 2: Причастя» (2022) та «Ніч смерті. Таємниця сомнії» (2024).

## Життєпис
Рату Феліша Ренатія народився 16 жовтня 1982 року в Джакарті, Індонезія, як єдина дитина у батьків-бантенців, Тубагуса Арі Ясіна та Фреї Рекардіні.
З 2006 року Феліша усиновила дитину, Дашу Годіву, яку вважала своєю рідною донькою. 24 грудня 2008 року Феліша вийшла заміж за Франциска Еммануеля бін Корстена Джорджа, відомого як Жюль Корстен, але в січні 2012 року вони остаточно вирішили розлучитися. Після розлучення з Жюлем Корстеном Феліша переїхала на Балі. 30 квітня 2015 року Феліша познайомилася з адвокатом Арі Пуджіанто, вони заручилися, а потім одружилися 1 травня 2016 року в мечеті Пондок Інда в Південній Джакарті. Потім пара вирішила пройти програму екстракорпорального запліднення, але зазнала невдачі. 26 листопада 2020 року вони розлучилися.